# Wappen und Fahnen der Gemeinden des Kantons Nidwalden
Die ersten drei der elf Gemeindewappen und Gemeindefahnen des Kantons Nidwalden schuf der Heraldiker und Archivar Adalbert Vokinger (1859–1896): Beckenried (1883), Buochs (1893) und Ennetbürgen (1894). Buochs benötigte ein Wappen und eine Fahne für eine Schützenfestmedaille, Ennetbürgen für zwei Glasscheiben in der neuen Kirche.
Der Kantonshauptort Stans nahm im Jahr 1901 das alte Dinghofwappen und Dinghoffahne des Propstschen Urbars von 1499 an, um sich neben den grösseren Schweizer Gemeinden im Berner Nationalratsaal repräsentieren zu lassen.
Die verbleibenden Gemeindewappen und Gemeindefahnen Nidwaldens entstanden 1905 als Schmuck des Täferwerks im neuen Ratssaal der Nidwaldner Regierung in Stans. Die Verantwortung für die Neuschöpfung dieser Wappen wurde dem Historiker und Staatsarchivar Robert Durrer (1867–1934) übertragen.

## Liste der Wappen und Fahnen
| Wappen          | Fahne | Blasonierung, Symbolik und Gemeindefarben |
| --------------- | ----- | --- |
| Beckenried      |       | |
|                 |       | In Rot weisser Wellenbalken, begleitet oben von dreitürmiger weisser Burg mit bezinntem Hauptdach, offenem Tor und mit gelben Dächern auf den Flankentürmen, unten begleitet von weisser Jakobsmuschel. Im Jahr 1883 entwarf Adalbert Vokinger (ein Heraldiker aus Stans) das Gemeindewappen und die Fahne. Der damalige Postmeister Jakob Amstad bezahlte den Entwurf. Nicht zuletzt deshalb ziert die Muschel aus seinem Familienwappen und seiner Fahne heute das Gemeindewappen und die Gemeindefahne. Das Schloss soll an die beiden Burgstandorte Beckenried, Isenringen und Retschrieden erinnern. In jüngerer Zeit wird die Muschel mit dem Pilgerweg in Verbindung gebracht, der von Deutschland/Bodensee über Einsiedeln-Beckenried-Sachsen-Brünig-Berner Oberland-Genfersee-Frankreich nach Santiago de Compostela im Nordwesten Spaniens führt. Die dortige Verehrung gilt dem Apostel Jakobus dem Älteren, der meist mit einer Muschel dargestellt wird. Auf einer solchen Jakobsmuschel befindet sich auch der Grabstein des Fähnrichs Jakob Stalder, Ritter des Heiligen Grabes von Jerusalem, der als Bekenntnis zu seiner Pilgerfahrt nach Santiago de Compostela im Jahr 1591 neben dem Kirchenportal aufgestellt wurde. Ein weiterer Hinweis auf eine mögliche Ableitung der Muschel vom Pilgerweg ist, dass einige Gemeinden an den verschiedenen Pilgerwegen die Muschel in ihrem Wappen und ihrer Fahne tragen. Gemeindefarben: rot-weiss |
| Buochs          |       | |
|                 |       | Von Weiss und Blau im Wolkenschnitt geteilt. Als 1895 das kantonale Schützenfest in Buochs stattfand und eine Medaille dafür entworfen werden sollte, schlug der Designer Adelbert Vokinger vor, das Gemeindewappen und die Fahne einzubinden. Der Vorschlag kam gut an, hatte aber einen Haken: Buochs hatte noch kein eigenes Wappen und keine eigene Fahne. Der damalige Staatsarchivar Robert Dürrer fand eine Lösung, indem er auf das Siegel und die Fahne von Johannes von Buochs aufmerksam machte, die der Ministeriale am 26. April 1260 auf einer Urkunde angebracht hatte. Der Vorschlag fand großen Anklang und der Gemeinderat erklärte daraufhin das Siegel aus dem 13. Jahrhundert zum offiziellen städtischen Wappen und zur offiziellen Fahne. Gleichzeitig wurden auch die Farben festgelegt, da diese im Siegelabdruck fehlten. Gemeindefarben: blau-weiss |
| Dallenwil       |       | |
|                 |       | In Gelb der heilige Laurentius mit weissem, von der schwarzen Inschrift «Sanctus Laurentius M.» belegtem Nimbus, gekleidet in einer roten Dalmatika und weisser Albe, in der rechten Hand eine grüne Palme, in der linken einen schwarzen Rost haltend. Dallenwil verfügt über eines der ältesten Gemeindewappen und -fahnen, das bis 1899 völlig in Vergessenheit geriet, als H. Angst im Anzeiger für schweizerische Altertumskunde ein ausländisches Manuskript der «Gesellschaft Dalwil 1522» veröffentlichte, das den Heiligen Laurentius mit Rosette und Palmenzweig als Wappen darstellte. Der Entdecker ordnete die Handschrift Talwil in Zürich zu, die Verbindung zu Dallenwil, Dalwil in Nidwalden ist jedoch unbestreitbar, da der heilige Laurentius bereits 1473 der Schutzpatron der dortigen Kapelle war und blieb und auch der Stil der Handschrift auf Luzern bzw. die alte Schweiz verweist. Die Wiederbelebung des alten Wappens und der alten Fahne stieß zunächst auf Widerstand. Als im Jahr 1900 die Einführung einer Fahne für einen Schützenverein vorgeschlagen wurde, protestierte der örtliche Geistliche mit der Begründung, dass die Platzierung eines Heiligen auf einer weltlichen Fahne als Entweihung angesehen werde. Im Jahr 1905 wurden Wappen und Fahne jedoch in die Reihe des Ratssaals aufgenommen und gelten seitdem als amtlich. Gemeindefarben: gelb-weiss                                                         |
| Emmetten        |       | |
|                 |       | In Rot drei weisse Jakobsmuscheln (2, 1). Die 1905 angenommenen Muscheln verweisen auf den Heiligen Jakobus den Älteren, den Hauptpatron der alten Pfarrkirche. Gemeindefarben: rot-weiss |
| Ennetbürgen     |       | |
|                 |       | In Rot knorriges weisses Antoniterkreuz, behängt mit zwei gelben Glöcklein, überhöht von gesichteter, mit je acht geraden und geflammten Strahlen versehener gelber Sonne, welche das linke Auge geschlossen hält. Das 1894 angenommene Gemeindewappen und die Fahne zeigen ein weisses, knorriges Antoniuskreuz auf rotem Feld, behangen mit zwei goldenen Glocken, und darüber eine goldene Sonne. Diese Symbole verweisen auf den Schutzpatron der Kirche, den Heiligen Antonius, und auf die sonnige Lage der Gemeinde. Gemeindefarben: rot-weiss |
| Ennetmoos       |       | |
|                 |       | In Schwarz steigender, rote Flammen speiender gelber Drache mit roten Krallen, von einer abgebrochenen, blutgetränkten gelben Speerspitze durchbohrt. Das 1905 eingeführte Gemeindewappen und die Fahne von Ennetmoos erinnern an den Drachen, der der Legende nach im Ennetmooser Drachenried lebte und von Struthan von Winkelried getötet wurde. Gemeindefarben: gelb-schwarz |
| Hergiswil       |       | |
|                 |       | In Blau auf gelbem Dreiberg stehende weisse Gemse, links oben begleitet von gelber gotischer Majuskel H. Hergiswil erhielt sein Wappen und seine Fahne im Jahr 1905. Der Nidwaldner Kantonsrat wollte damals die Hoheitszeichen und Fahnen aller Gemeinden an der Täfelung des Kantonsratssaals anbringen lassen. Nachdem jedoch einige Gemeinden die grotesksten Entwürfe eingereicht hatten, wurde Robert Durrer zum kantonalen Herold ernannt und erhielt die Befugnis, die endgültigen Gemeindewappen und die Fahne zu entwerfen. Als Figur hatte Hergiswil eine Gämse vorgeschlagen. Vermutlich sollte damit der nahegelegene Berg Pilatus gemeint sein. Durrer nahm diesen Vorschlag auf, fügte jedoch dem Wappen und der Fahne den Anfangsbuchstaben der Gemeinde hinzu. Gemeindefarben: blau-weiss |
| Oberdorf        |       | |
|                 |       | Gespalten von Blau mit weissem Zinnenturm mit schwarzem [Fenster] auf grünem Dreiberg, und von Weiss mit kauernden rotem Eichhörnchen mit roter Nuss auf grünem Dreiberg überdeckt von gestürzter, eingebogener und von Gelb und Schwarz gespaltener Spitze mit grünem Sechsberg. Das 1905 angenommene Wappen und die Fahne spiegeln die Zusammensetzung der Gemeinde wider, die aus den drei Teilen Waltersberg, Büren und Oberdorf besteht. Der weisse Turm, der grüne Sechsberg und das rote Eichhörnchen sind Wappen von Rittern aus dem 14. und 15. Jahrhundert in diesen drei Bezirken: Der Turm stammt aus dem Wappen und der Fahne der Ritter von Büren, der Sechsberg in der oberen Mitte von den Rittern von Waltersberg und das Eichhörnchen von den Rittern von Aa, deren Burgstandort vermutlich im Oberdorfgebiet westlich der Engelberger Aa. Gemeindefarben: blau-weiss |
| Stans           |       | |
|                 |       | In Rot steigender, von Schwarz und Gelb geteilter Steinbock. Gemeindefarben: schwarz-gelb-rot |
| Stansstad       |       | |
|                 |       | In Rot auf gewelltem blauem Schildfuss weisser Zinnenturm mit zwei Fenstern, umgeben von zwölf gelben Pfählen. 1905 angenommen. Gemeindefarben: rot-weiss |
| Wolfenschiessen |       | |
|                 |       | In Blau steigender, von gelbem Pfeil durchbohrter, rotbezungter weisser Wolf. Das Wappen und die Fahne wurden 1905 eingeführt. Es handelt sich um kantige Symbole, denn der Name der Gemeinde bedeutet «Erschiess den Wolf». Gemeindefarben: weiss-blau |